# Stanley Lord
Stanley Phillip Lord (Bolton, Lancashire, Inglaterra; 13 de septiembre de 1877 - Wallasey, Inglaterra; 24 de enero de 1962) fue un oficial de la Marina mercante británica, capitán del SS Californian, cuya controvertida fama tiene relación con el hundimiento del Titanic, en 1912.

## Historia
Stanley Phillip Lord nació en Bolton, condado de Lancashire, en 1877. Su carrera de marino comenzó en 1891, a los 13 años, a bordo de la barcaza Náyade, donde más tarde obtuvo su primera certificación como piloto segundo. Después fue segundo oficial a bordo del SS Lurlei.
A los 23 años, en 1901, obtuvo su certificación de Maestro de mar, con calificaciones sobresalientes y se empleó en la empresa marítima Pacific Steam Co., la cual posteriormente pasó a llamarse Leyland Steam Co, conocida como Leyland Line. A los 29 años obtuvo su certificación de capitán, un logro excepcional dada su edad (usualmente se lograba esa posición a los 50 años). Sus calificaciones superaban con creces a cualquier otro oficial de otras compañías navieras.[cita requerida] Un examinador de la Marina recordaba a Stanley Lord como un marino inteligente, excepcionalmente competente al más alto nivel.
El SS Californian, un buque mixto para carga y pasajeros al mando de Stanley Lord en Liverpool (Inglaterra), zarpó rumbo a Boston (Massachusetts, Estados Unidos) sin pasaje el 5 de abril de 1912, 5 días antes de que lo hiciera el RMS Titanic. 

### Noche del 14 al 15 de abril de 1912

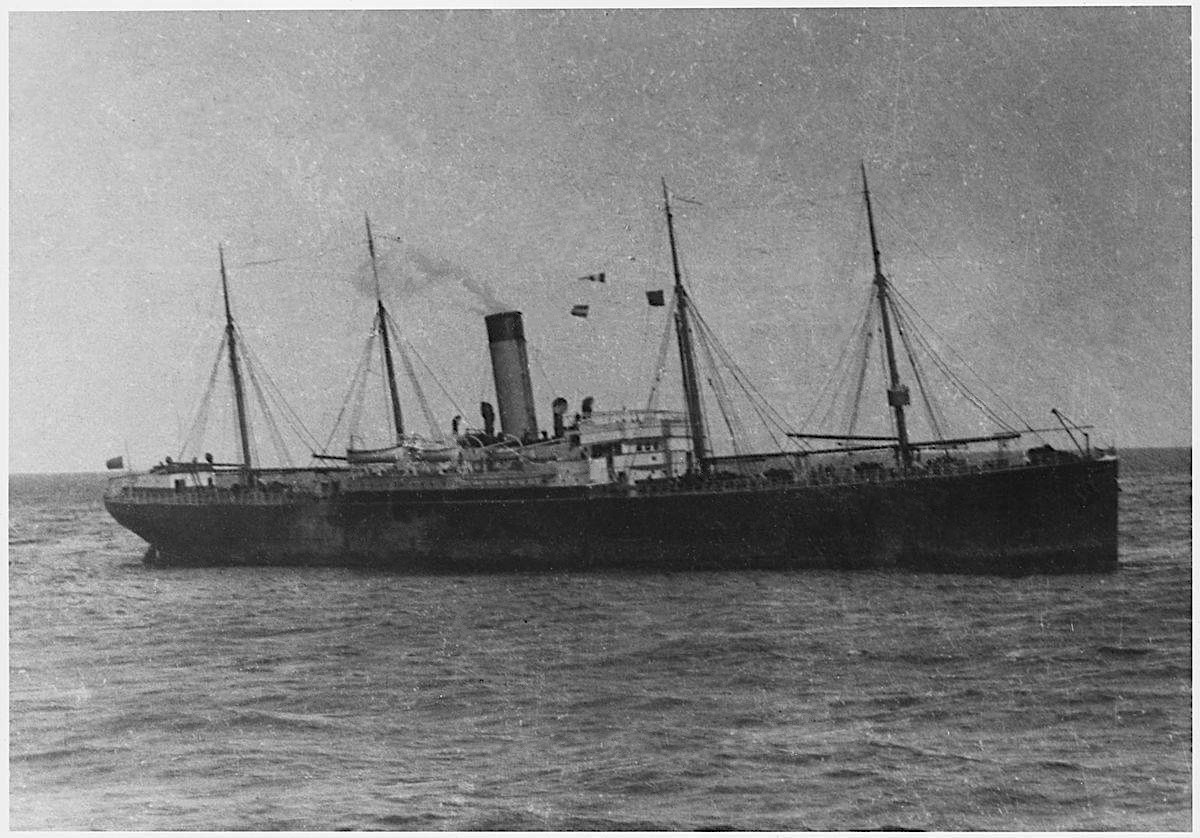
El.

En la tarde (18:15 horas) del 14 de abril de 1912, el SS Californian ingresó en medio de una ventisca a una zona de témpanos y campo de hielos, y su telegrafista Cyril Evans a cargo del aparato marconi, envió mensajes a todos los barcos circundantes informando de la presencia de tres grandes témpanos de hielo en la zona, entre ellos el RMS Titanic, el mismo mensaje a las 20.00, el cual hacía su viaje inaugural a Nueva York.
El tiempo en la zona pasó de ventoso a una calma absoluta con un mar sin oleaje y sin luna. 
Cuando se topó con un campo de hielos flotantes, a eso de las 22:21, con un mar extremadamente calmado y cielo estrellado, Lord ordenó parar por precaución las máquinas para no chocar con un vasto campo de hielo flotante y témpanos ya que no había oleaje para detectarlos visualmente. A las 22:30, Evans radió a quienes estaban en la zona de que habían parado por razón del campo de hielos. Cuando se comunicó con el RMS Titanic, su operador de turno (Jack Phillips) lo rechazó con un brusco:

-"¡Cállese, cállese, estoy ocupado comunicándome con Cape Race!!"

Fue la última comunicación realizada desde el SS Californian aquella noche del 14 de abril.
A las 23:10 horas, desde el puente descubierto del SS Californian, el capitán Lord y el tercer oficial, Groves, observaron un buque de grandes dimensiones y profusamente iluminado aparecer como a unos 20 km hacia el sursureste en dirección oeste a Nueva York. Lord lo identificó correctamente como el RMS Titanic al preguntar al operador qué barcos estaban cerca. El gran barco que se desplazaba rápido por el horizonte visual fue seguido por quienes estaban de guardia en el puente descubierto mientras pasaba paralelamente hacia el oeste y era tal la nitidez de la atmósfera que incluso visualizaron la lámpara verde de posición del gran buque (este hecho sería negado por Lord más adelante).
A las 23:35 horas, Evans dio por terminado su trabajo, apagó el aparato Marconi y se dispuso a dormir. Stanley Lord procedió a retirarse a su camarote con la misma intención cerca de las 24 horas.
A eso de las 23:40, uno de los marinos de guardia, el tercer oficial, Charles Victor Groves, notó que el buque de grandes dimensiones apagaba sus luces bruscamente. A las 23:55 Groves creyó ver señales de lámpara en morse y se dispuso a contestar la aparente llamada; pero no obtuvo respuesta y pensó que se trataba de una lámpara bamboleante en el gran buque y lo informó al segundo oficial Stone quien llegaba al puente a relevarlo en la guardia.
A las 00:45, Stone observó cohetes blancos elevarse encima de la estructura del barco en el horizonte, creyó oportuno informar a Stanley Lord en su camarote y le despertó. Lord preguntó a Stone si acaso eran señales de la compañía, Stone informó que eran destellos de color blanco. Lord dio instrucciones de comunicarse en lámpara morse a Stone, además instruyó a que despertara a Evans a que verificara si había comunicación en el Marconi. Si había alguna respuesta se lo debían comunicar y se volvió a dormir. Stone volvió a tomar la lámpara Morse y fue Groves quien ingresó al cuarto de Marconi consultando a un semidormido Evans qué tenía en el aire, Evans le comunicó que solo el RMS Titanic; Groves acercó los auriculares a sus oídos; pero como el aparato estaba apagado no escuchó nada y los dejó en su lugar, al lado del canastillo de Evans, quien se había dormido.
Herbert Stone y un aprendiz, Gibson, intentaron comunicarse con lámpara morse con el lejano navío pero no obtuvieron respuesta.
A la 1:15 no se observaron más luces de bengala. Gibson comentó a Stone que el navío parecía sobresalir del horizonte, como si tuviera una parte fuera del agua.

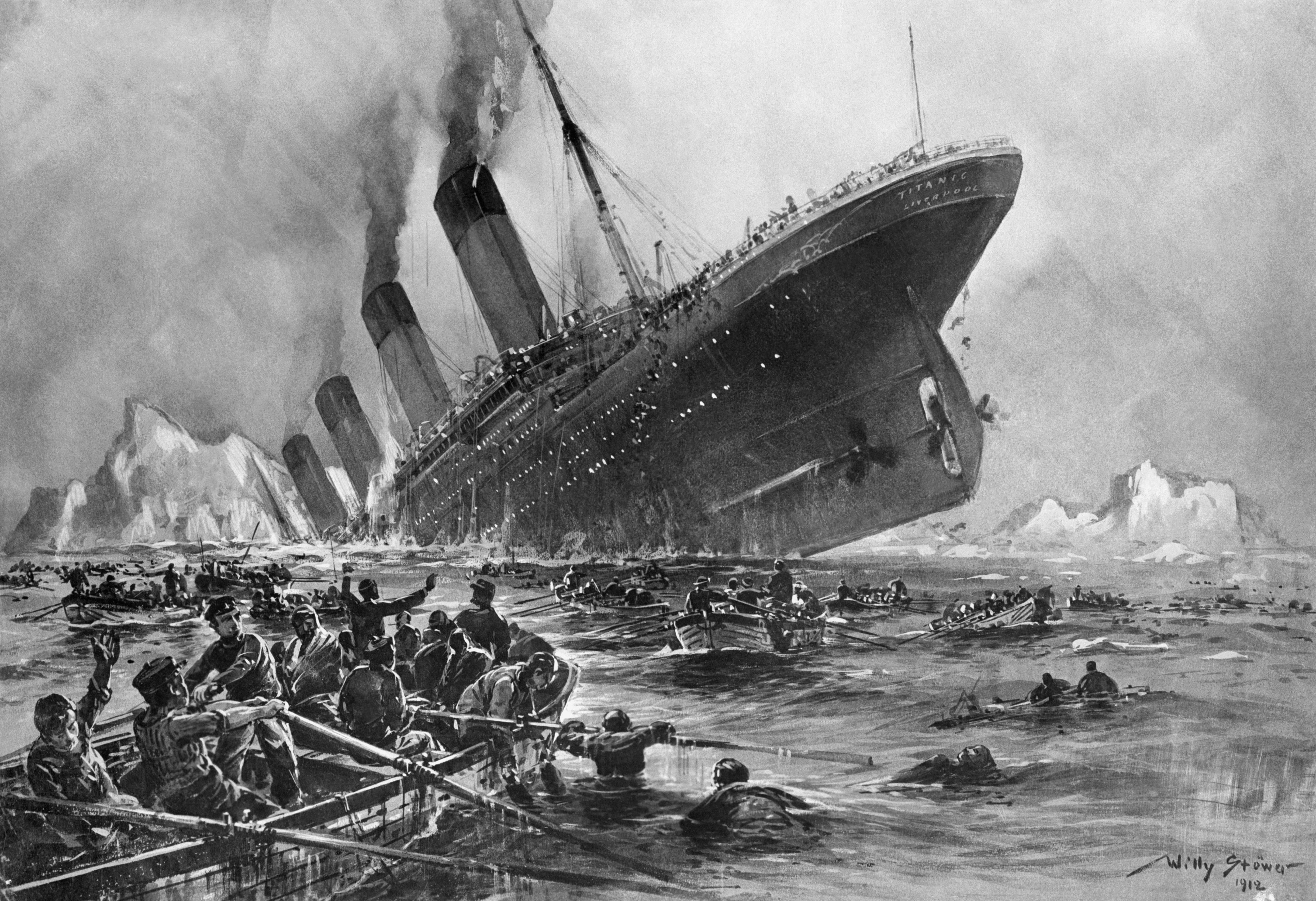
Representación del hundimiento del.

Con la desaparición de las luces aproximadamente a las 2:00, Stone dio por hecho que el gran buque había caído bajo el horizonte visual alejándose y siguió su guardia normalmente hasta ser relevado por el primer oficial, George Stewart.
Aproximadamente a las 4:20, Stewart observó en el horizonte unas bengalas de color verde y a las 4:30 divisó la entrada de un vapor más pequeño al área que disparaba bengalas verdes. Stewart entonces bajó al camarote de Lord y le informó de la novedad. Lord ordenó despertar a Evans y que averiguara cual era el motivo de los flashes verdes. Evans encendió el aparato y se enteró desde el SS Mount Temple de que el RMS Titanic había chocado con un iceberg y que se había hundido, comunicándoselo al capitán Lord.
Lo que sucedió entre las 4:30 y las 8.00 en el SS Californian es objeto de debate. 
Lord y el SS Californian aparecieron en la zona del desastre a las 8:30 acercándose al RMS Carpathia y el capitán Arthur Rostron informó que había rescatado unos 705 supervivientes del malogrado RMS Titanic y solicitó a Lord que barriera la zona en la búsqueda de más náufragos mientras se retiraba del área. También había ingresado el SS Mount Temple acudiendo a la llamada de socorro, buque que se retiró hacia las 9:00 de la zona. Lord ordenó entonces realizar un breve recorrido por la zona encontrando algunos restos flotantes, pero ningún sobreviviente. Lord informó al RMS Carpathia y continuó su viaje a las 9:30 sin realizar una exploración más acuciosa.

### Investigación y consecuencias

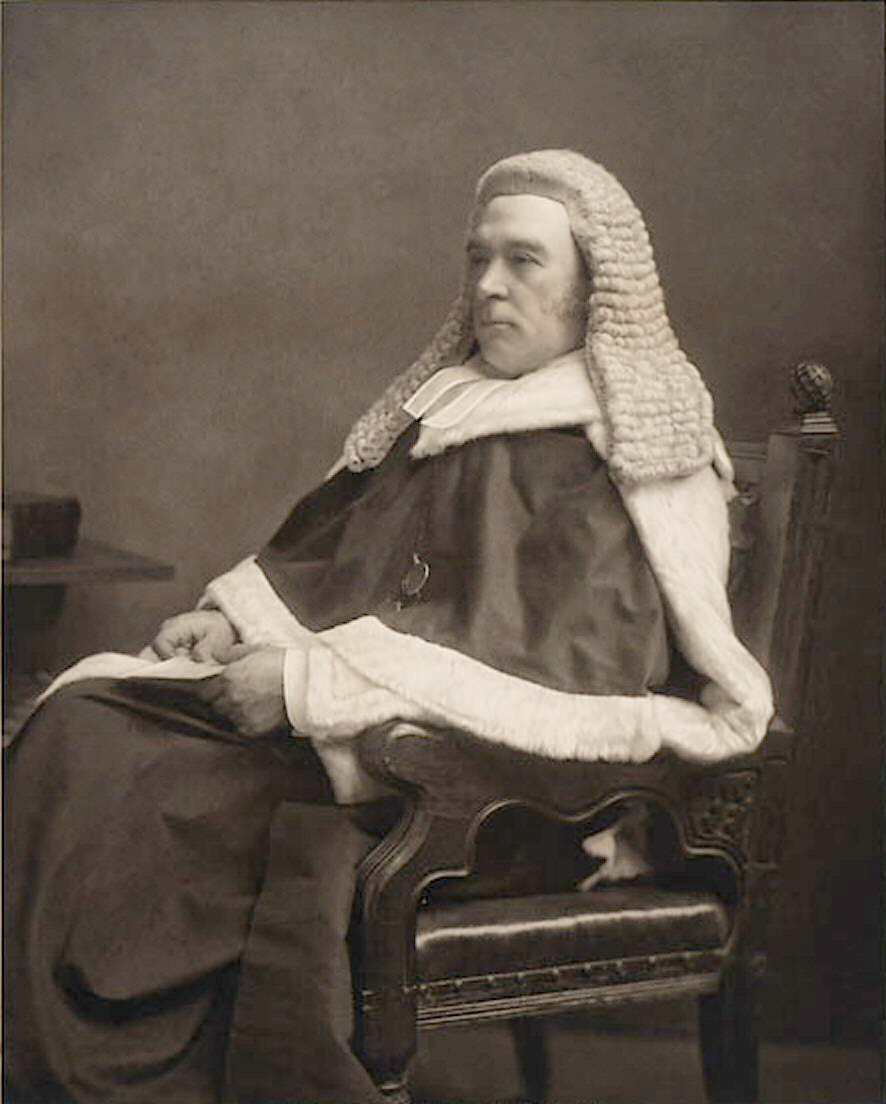
El juez Mersey quien refutó los descargos de Stanley Lord.

Apenas hubo arribado a Nueva York el SS Californian, tanto el capitán Lord como la tripulación fueron llamados a dar su declaración de los hechos. Al volver a Inglaterra, también se realizó una comisión de investigación británica por parte de la Marine Mercantile y tanto Lord como su tripulación fueron indagados por el fiscal Lord Mersey, jurisconsulto de la Marina Mercante.
Stanley Lord declaró que el SS Californian se encontraba en la posición 42°5′0″N 50°7′0″O / 42.08333, -50.11667, mientras que la posición del RMS Titanic entregada por el operador Jack Phillips fue de 41°44′0″N 50°24′0″O / 41.73333, -50.40000. Esto significaba que el SS Californian estaba a unos 31 km de la posición dada. Además denegó la aseveración del tercer oficial Groves diciendo que el navío observado a las 23 horas era muy pequeño para ser el RMS Titanic, y que probablemente era el velero Samson que se encontraba en la zona. Pero Groves ya había declarado que era el RMS Titanic.
Cuando se le consultó por su actitud al ser informado de las luces de bengala blancas, Lord afirmó que creía que eran señales de la compañía y que personalmente nunca las vio.
Además la bitácora del Californian no fue entregada ni hallada en ninguna parte.

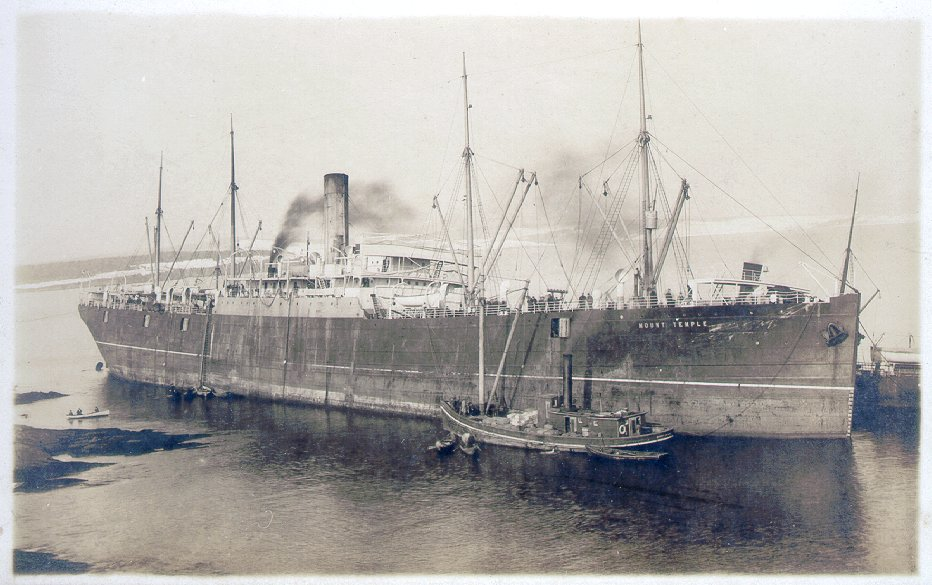
El SS Mount Temple, segundo buque en acudir a la zona del desastre.

Lord Mersey no creyó las palabras de Stanley Lord, y sentenció que el SS Californian no respondió apropiadamente a las luces de bengala blancas, reconocidas internacionalmente como de buque en emergencia, y que pudo haber auxiliado a las víctimas del hundimiento del RMS Titanic.

-" Al ver las luces (flashes), el SS Californian podría haberse abierto paso entre los hielos que lo rodeaban, a mar abierto y sin peligro grave y haber acudido en ayuda del Titanic. De haberlo hecho así, habría podido salvar muchas sino, todas las vidas que se perdieron
 Lord Mersey- conclusiones de la Comisión investigadora Mersey.

De este modo, a pesar de las negativas de Stanley Lord, su nombre quedó infamado como un ser de alma pusilánime ante la tragedia, y fue despedido de la Leyland Line pero no fue enjuiciado ya que Lord sólo tenía calidad de testigo en la investigación. La prensa, en especial la de Belfast, lo persiguió durante muchos años estigmatizando por no acudir en el rescate a tiempo y describiéndolo como un ser humano absolutamente carente de sentimientos, pusilánime y sociópata.
Opiniones contrarias, lo convierten en víctima de las circunstancias, desdeñando los argumentos de su aparente pusilanimidad respecto al RMS Titanic y revirtiendo a los errores cometidos por la oficialidad del RMS Titanic en conducir un buque de pasajeros a alta velocidad en un campo de hielos. 
A finales de 1912, ingresó a la Nitrate Producers Steamship Co., siendo contratado como capitán de los buques de esa compañía sirviendo durante toda la Primera Guerra Mundial.

### Vida final
Stanley Lord falleció en Wallasey, Inglaterra, el 24 de enero de 1962, a los 84 años, sin poder limpiar su imagen y manteniendo hasta el final que su posición era 19 millas náuticas del RMS Titanic. En 1985, los restos del RMS Titanic fueron hallados en la posición 41°43′0″N 50°14′0″O / 41.71667, -50.23333 lo que dio por posición del SS Californian a solo 18 km (c.a 10 millas náuticas) del lugar del hundimiento del RMS Titanic.

## Controversias
Los testimonios entregados por Stanley Lord son aún hoy en día objeto de debate. En su época, dos bandos de opiniones se abrieron en Inglaterra, los «lorditas» y los «anti-lorditas».
Dentro de las controversias están las siguientes interrogantes:
- ¿Cuál era la posición relativa del SS Californian respecto del punto de colisión del RMS Titanic? De acuerdo a lo señalado, el SS Californian se mantuvo en el campo visual de la posición relativa del malogrado transatlántico, esto se corrobora con la ubicación exacta del pecio en 1985. La posición relativa del SS Californian se estima en 42°00′0″N 50°14′0″O / 42.00000, -50.23333 y no se ajusta a la posición entregada por Lord de 42°5′0″N 50°7′0″O / 42.08333, -50.11667, a menos de que haya derivado con la corriente del Labrador a razón de 5 km/h hacia el sur.
- ¿Cuándo Lord puso en movimiento el SS Californian al saber de lo ocurrido con el RMS Titanic? El SS Californian apareció a las 7:30 horas en la visual del RMS Carpathia, por tanto desde su posición relativa demoró 4 h en recorrer tan solo 18 km. Si su posición era realmente 41°43′0″N 50°14′0″O / 41.71667, -50.23333, Lord debió poner su buque en marcha a las 6:00.

- ¿Lord habría podido acudir al rescate si el radiotelegrafista del Californian, Cyril Evans, hubiera captado a tiempo la alarma del RMS Titanic? La señal CQD del RMS Titanic se envió a las 00:10, de haber acudido de inmediato a la llamada, tomando en cuenta una hora y media para preparar a la tripulación y levantar presión en las calderas y alcanzar una velocidad máxima, el SS Californian habría aparecido a las 1:30 cuando el mar estaba a pronto de traspasar el castillo de proa del RMS Titanic. En haber arriado los botes habría durado unos 20 minutos, para entonces el mar ya estaría en la cubierta B. La ayuda del SS Californian habría reducido el número de víctimas a algunas docenas de desaparecidos en la tragedia del Titanic y Stanley Lord se habría convertido en un personaje heroico.

De haber Lord reaccionado a los cohetes blancos a las 00:45, el SS Californian habría arribado a las 02:15 horas a la zona y la cantidad de víctimas habría sido un par de centenas.